# Defensoria Pública da União
A Defensoria Pública da União (DPU) é uma instituição independente e essencial à função jurisdicional do Estado, incumbindo-lhe a orientação jurídica e a defesa dos necessitados, em todos os graus, perante o Poder Judiciário da União (a Justiça Federal, a Justiça Eleitoral, a Justiça do Trabalho e a Justiça Militar). É a Instituição Nacional de direitos humanos no Brasil, desempenhando funções de proteção e promoção de direitos humanos no país, com atuação no recebimento e acompanhamento de denúncias de violações de direitos humanos tanto no âmbito individual como coletivo. Colabora com instituições e organizações nacionais e internacionais para a promoção de direitos humanos e defesa do Estado democrático de direitos, contribuindo para a redução da pobreza e das desigualdades sociais. 
Foi instituída pela lei complementar 80, de 12 de janeiro de 1994. Suas origens, porém, remontam a 1926, quando o Código de Justiça Militar, baixado pelo decreto nº 17.231A, de 26 de fevereiro de 1926, instituiu a função de Advogado de Ofício, proibindo que os imputados fossem processados sem defesa técnica pela Justiça Militar da União.
Atualmente, Leonardo Cardoso de Magalhães é o Defensor Público-Geral Federal. Leonardo Magalhães foi estagário da DPU e hoje é o primeiro Defensor-geral negro da história da Instituição. Doutor em Direitos Humanos pela Universidade Pablo de Olavide (ES), exerceu a função de Defensor Público Interamericano junto à Comissão e à Corte Interamericana de Direitos Humanos na Costa Rica. Com larga experiência e atuação em favor de grupos vulneráveis, Leonardo Magalhães coordenou projetos de assistência a migrantes venezuelanos, defendeu direitos das vítimas de tráfico de pessoas, mulheres, pessoas em situação de rua e comunidades indígenas e quilombolas.

## História

### Mudanças ocorridas em 2009, com a publicação da Lei Complementar 132/09
Em 2009 foi publicada a Lei Complementar 132/2009, que alterou substancialmente a lei orgânica da Defensoria Pública da União (Lei Complementar 80/94). Agora, segundo o artigo 1º da Lei Complementar 80/94, a Defensoria Pública da União (DPU) é instituição permanente, essencial à função jurisdicional do Estado, incumbindo-lhe a orientação jurídica, a promoção dos direitos humanos e a defesa dos direitos individuais e coletivos dos necessitados.
Os Defensores Públicos Federais atuam em diversas áreas, tanto na esfera coletiva, quanto na individual (LC 80/94, art. 4º). Além de ações civis públicas (ACPs) em prol dos direitos humanos, portadores de necessidades especiais, consumidores, indígenas, quilombolas, comunidades tradicionais, os Defensores atuam na área penal (crimes contra o sistema financeiro, crimes contra a ordem tributária, crimes contra a administração pública, tráfico internacional de drogas, júri federal, etc.), tributária, seguridade social (assistência social, previdência e saúde), trabalhista, internacional e muitas outras.

### Defensores dos Direitos Humanos
Com a edição da Lei Complementar 132/2009, os Defensores Públicos Federais passaram a ser fiscais dos direitos fundamentais, do devido processo legal e da ampla defesa dos necessitados. Segundo a Lei Complementar 80/1994, com as alterações feitas pela Lei Complementar 132/2009, cabe aos Defensores Públicos Federais defender a primazia da dignidade da pessoa humana, a redução das desigualdades sociais e a prevalência e efetividade dos direitos humanos (LC 80/94, art. 3º).
Os Defensores Federais também devem promover a difusão e a conscientização dos direitos humanos, da cidadania e do ordenamento jurídico, representar aos sistemas internacionais de proteção dos direitos humanos, postulando perante seus órgãos, promover ação civil pública e todas as espécies de ações capazes de propiciar a adequada tutela dos direitos difusos, coletivos ou individuais homogêneos e atuar na preservação e reparação dos direitos de pessoas vítimas de tortura, abusos sexuais, discriminação ou qualquer outra forma de opressão ou violência, propiciando o acompanhamento e o atendimento interdisciplinar das vítimas (LC 80/94, art. 4º).

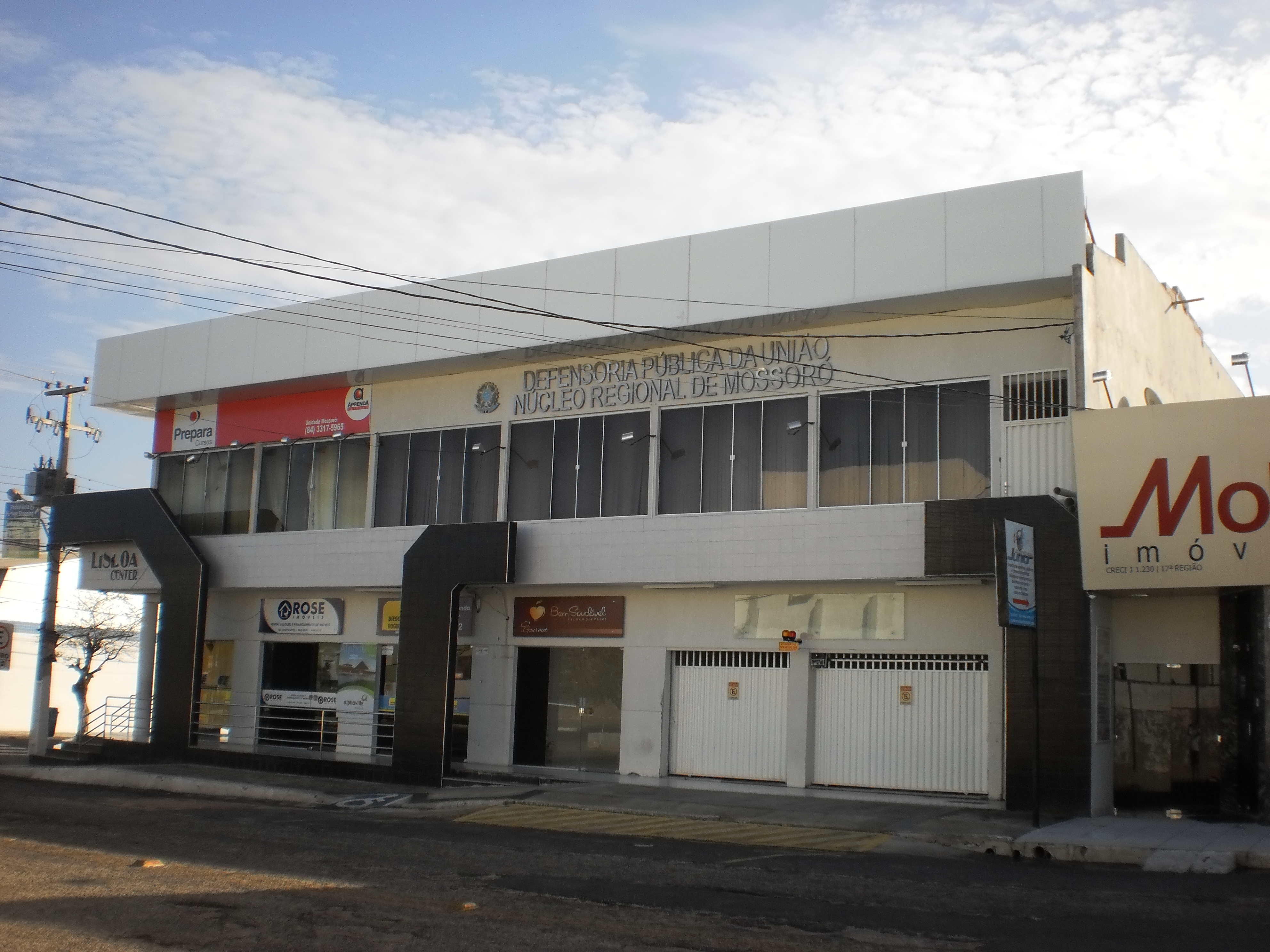
Núcleo regional da Defensoria Pública da União em Mossoró, Rio Grande do Norte.

### Garantias e Prerrogativas dos Defensores Federais
São garantias dos Defensores Federais a independência funcional no desempenho de suas atribuições, a inamovibilidade, a irredutibilidade de vencimentos e a estabilidade (LC 80/94, art. 43).
Já como prerrogativas, o Defensores Federais podem se sentar no mesmo plano do Ministério Público (LC 80/94, art. 4°, §7°); ter o mesmo tratamento reservado aos Magistrados; receber, mediante entrega dos autos com vista, intimação pessoal em qualquer processo e grau de jurisdição ou instância administrativa, contando-se-lhes em dobro todos os prazos; não ser preso, senão por ordem judicial escrita, salvo em flagrante; comunicar-se, pessoal e reservadamente, com seus assistidos, ainda quando esses se acharem presos ou detidos, mesmo incomunicáveis, tendo livre ingresso em estabelecimentos policiais, prisionais e de internação coletiva, independentemente de prévio agendamento; examinar, em qualquer repartição pública, autos de flagrantes, inquéritos e processos, assegurada a obtenção de cópias e podendo tomar apontamentos e requisitar de autoridade pública e de seus agentes exames, certidões, perícias, vistorias, diligências, processos, documentos, informações, esclarecimentos e providências necessárias ao exercício de suas atribuições (LC 80/94, art. 44).
O Defensor Público-Geral Federal ainda poderá requisitar força policial para assegurar a incolumidade física dos membros da Defensoria Pública da União, quando estes se encontrarem ameaçados em razão do desempenho de suas atribuições institucionais (LC 80/94, art. 8°, inciso XIX).
Com a edição da Lei Complementar 132/2009, a capacidade postulatória do Defensor Público decorre exclusivamente de sua nomeação e posse no cargo público (LC 80/94, art. 4°, §6°) e o exercício do cargo de Defensor Público é comprovado mediante apresentação de carteira funcional expedida pela Defensoria Pública, a qual valerá como documento de identidade e terá fé pública em todo o território nacional (LC 80/94, art. 4°, §9°).

### Novo nome para os membros da DPU
Uma alteração formal também ocorreu quanto ao nome dos cargos. Agora, segundo o artigo 6º da Lei Complementar 80/94, o chefe da instituição é chamado de Defensor Público-Geral Federal (e não mais da União). Os membros da Defensoria Pública da União também receberam novo nome: Defensores Públicos Federais, e não há mais previsão da figura do Defensor Público da União (LC 80/94, art. 18).

## Lista de Defensor Público-Geral Federal
Estes foram os ocupantes do cargo de Defensor Público-Geral Federal:
| Nº | Nome                             | Início | Fim   | Presidente nomeante       |
| -- | -------------------------------- | ------ | ----- | ------------------------- |
| 1  | Antônio Jurandy Porto Rosa       | 1994   | 1996  | Itamar Franco             |
| 2  | Reinaldo Silva Coelho            | 1996   | 2000  | Fernando Henrique Cardoso |
| 3  | Anne Elisabeth Nunes de Oliveira | 2000   | 2004  | Fernando Henrique Cardoso |
| 4  | Eduardo Flores Vieira            | 2005   | 2009  | Luiz Inácio Lula da Silva |
| 5  | José Rômulo Plácido Sales        | 2009   | 2011  | Luiz Inácio Lula da Silva |
| 6  | Haman Tabosa de Moraes e Córdova | 2011   | 2015  | Dilma Rousseff            |
| 7  | Carlos Eduardo Barbosa Paz       | 2016   | 2018  | Michel Temer              |
| 8  | Gabriel Faria Oliveira           | 2018   | 2020  | Michel Temer              |
| 9  | Daniel de Macedo Alves Pereira   | 2021   | 2022  | Jair Bolsonaro            |
| 10 | Leonardo Cardoso de Magalhães    | 2024   | atual | Luiz Inácio Lula da Silva |